# Phạm Ngọc Uẩn
Phạm Ngọc Uẩn (? - ?) là một công thần nhà Nguyễn trong lịch sử Việt Nam.

## Tiểu sử
Ông là người huyện Bình Dương, thuộc Gia Định xưa; nay là Thành phố Hồ Chí Minh.
Là một trong số học trò giỏi  của nhà giáo Võ Trường Toản, ông đã từng theo phò chúa Nguyễn Phúc Ánh khi còn đánh nhau với nhà Tây Sơn . 
Tháng 5 (âm lịch) năm Mậu Tý (1802), chúa Nguyễn lên ngôi ở Huế, lấy niên hiệu là Gia Long. Sau đó, ông được điều động vào làm ở Viện Hàn lâm, rồi lần lượt trải đến chức Tả Tham tri bộ Hình và Cai bộ trấn Vĩnh Thanh (Vĩnh Long và An Giang sau này).
Đến khi Phạm Ngọc Uẩn mất (không rõ năm), được nhà vua truy tặng chức Tham chính, được liệt thờ trong miếu Trung Hưng công thần.